# Herb Gdańska
Herb Gdańska – jeden z symboli miejskich Gdańska. Występuje w dwóch postaciach: herbu Miasta Gdańska i Herbu Wielkiego Miasta Gdańska (z trzymaczami i dewizą).

## Wygląd i symbolika
Herb przedstawia na tarczy hiszpańskiej (z zaokrąglonym dołem), na czerwonym polu złotą koronę otwartą i dwa równoramienne srebrne krzyże w słup, niewchodzące w koronę.
Herb Wielki Miasta Gdańska posiada dodatkowo u bocznic tarczy dwa podtrzymujące ją złote lwy wspięte, zwrócone do siebie. U podstawy tarczy złota wstęga z czarno kreśloną łacińską dewizą „Nec temere, nec timide” (pol.: „Bez strachu, ale z rozwagą”, dosłownie: „Ani zuchwale, ani bojaźliwie”).

## Historia
Do XIV wieku godłem używanym na pieczęciach miejskich był żaglowy statek typu koga. Wysoko nad dziobem statku widnieje siedmioramienna gwiazda. Najstarsze zachowane do dziś przedstawienie tego herbu pochodzi z 1299. Na przełomie XIV i XV wieku kogę zastąpił na pieczęciach nowszy typ statku – holk. W okresie panowania zakonu krzyżackiego herbem były dwa białe (srebrne) krzyże równoramienne w słup na czerwonym polu. W XV wieku herbem były ustawione w słup dwa białe krzyże równoramienne na czerwonym polu.  Lwy przy herbie pojawiły się na pieczęci wydanej w 1457.
25 maja 1457 roku został nadany miastu herb przedstawiający dwa krzyże i złotą koronę przez Kazimierza IV Jagiellończyka.

## Herb Gdańska w heraldyce

Herb wielki Gdańska

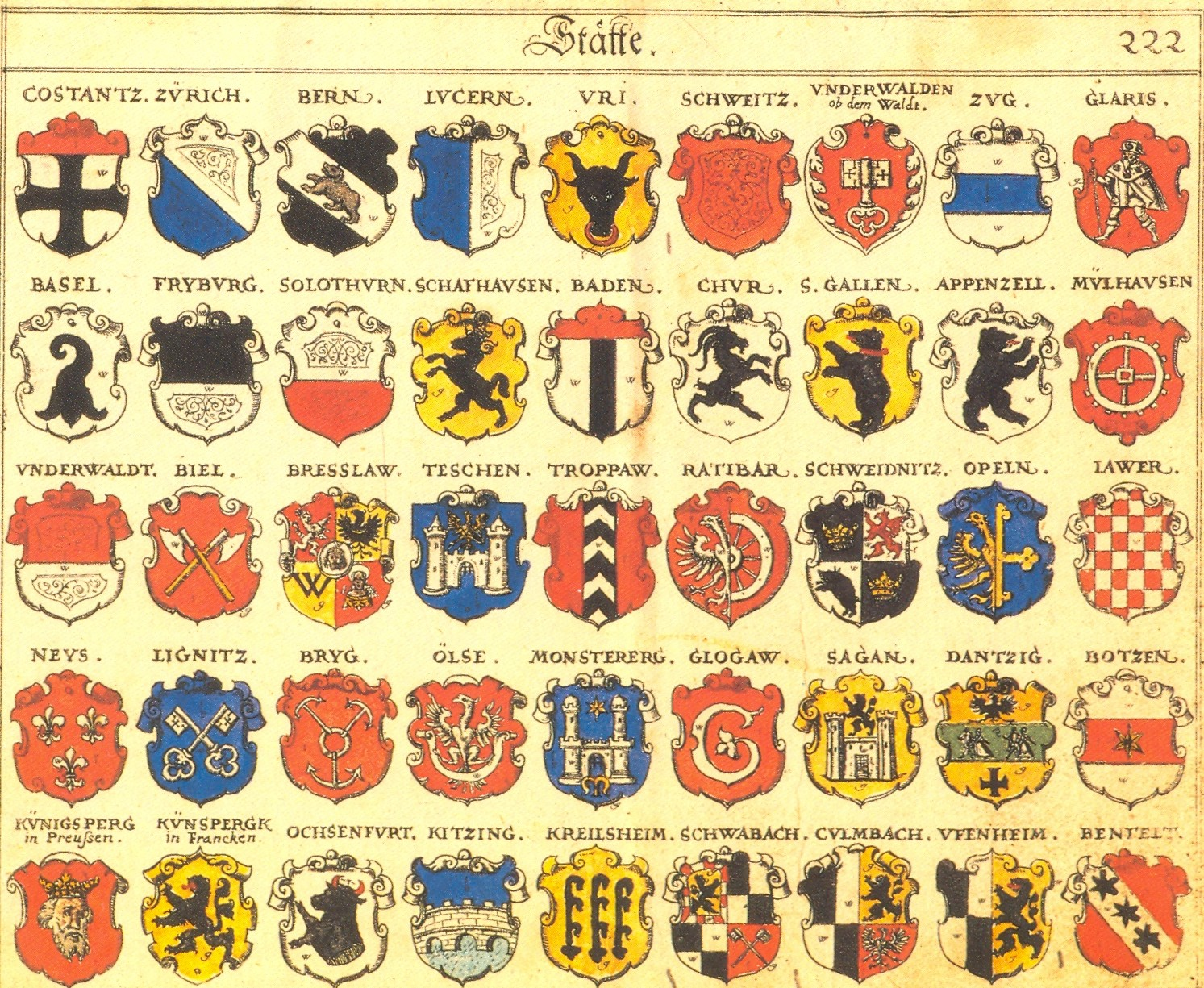
Herb Gdańska w herbiarzu Johanna Siebmachera (drugi z prawej w czwartym rzędzie)

Herb Gdańska, lub godła herbu Gdańska występują w kilku szlacheckich herbach rosyjskich, m.in. hrabiów Szeremetiewów, rodu Łodiginów, Konownicynów i Nieplujewów. Są to prawdopodobnie udostojnienia herbów nadane za udział w walkach o Gdańsk, w 1734, 1807 i 1813. W przypadku herbu Szeremetiewów i Konownicynów herb Gdańska nawiązuje do legendarnego pochodzenia rodu od wodza jednego z pruskich plemion.
Korona i krzyż kawalerski, występujące w herbie Lecha Wałęsy, nadanym z okazji odznaczenia go szwedzkim Królewskim Orderem Serafinów, mają zgodnie z intencją autora projektu, Adama Heymowskiego, nawiązywać do herbu Gdańska.
Herb Gdańska występuje naturalnie w godłach, odznakach i herbach wielu gdańskich szkół, instytucji i firm, także w herbie historycznej dzielnicy miasta, dawniej osobnej miejscowości, Oliwy.

## Pieczęć Miasta Gdańska
Pieczęć urzędowa Miasta Gdańska przedstawia herb Miasta Gdańska w okrągłym środkowym polu oraz napis w otoku: "Miasto Gdańsk". Średnica pieczęci to 62 milimetry.

## Herb Gdańska na zabytkach

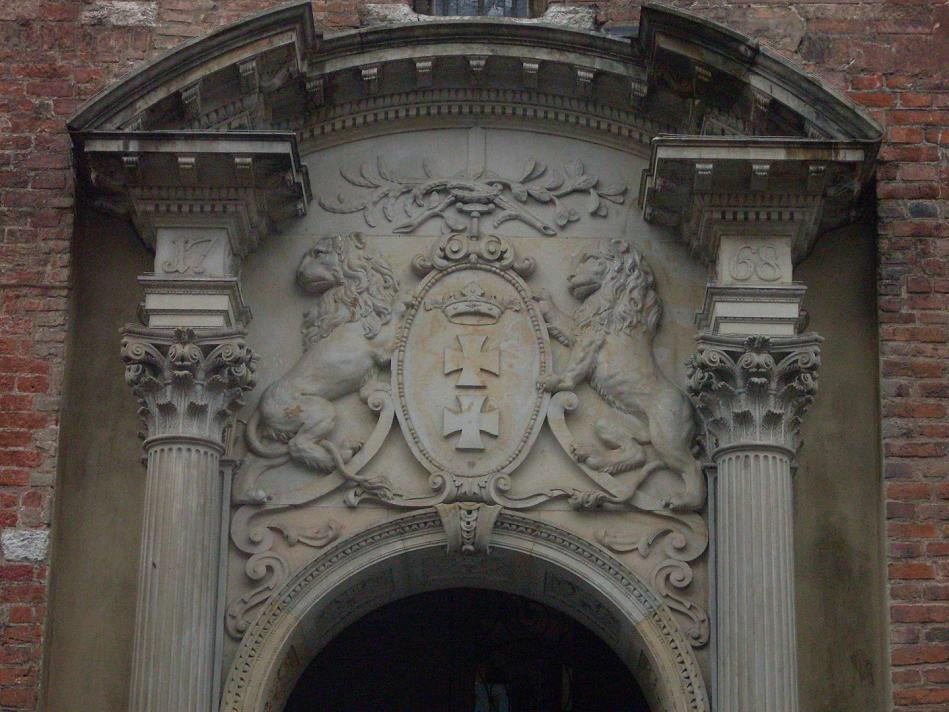
Herb nad wejściem do Ratusza Głównego Miasta
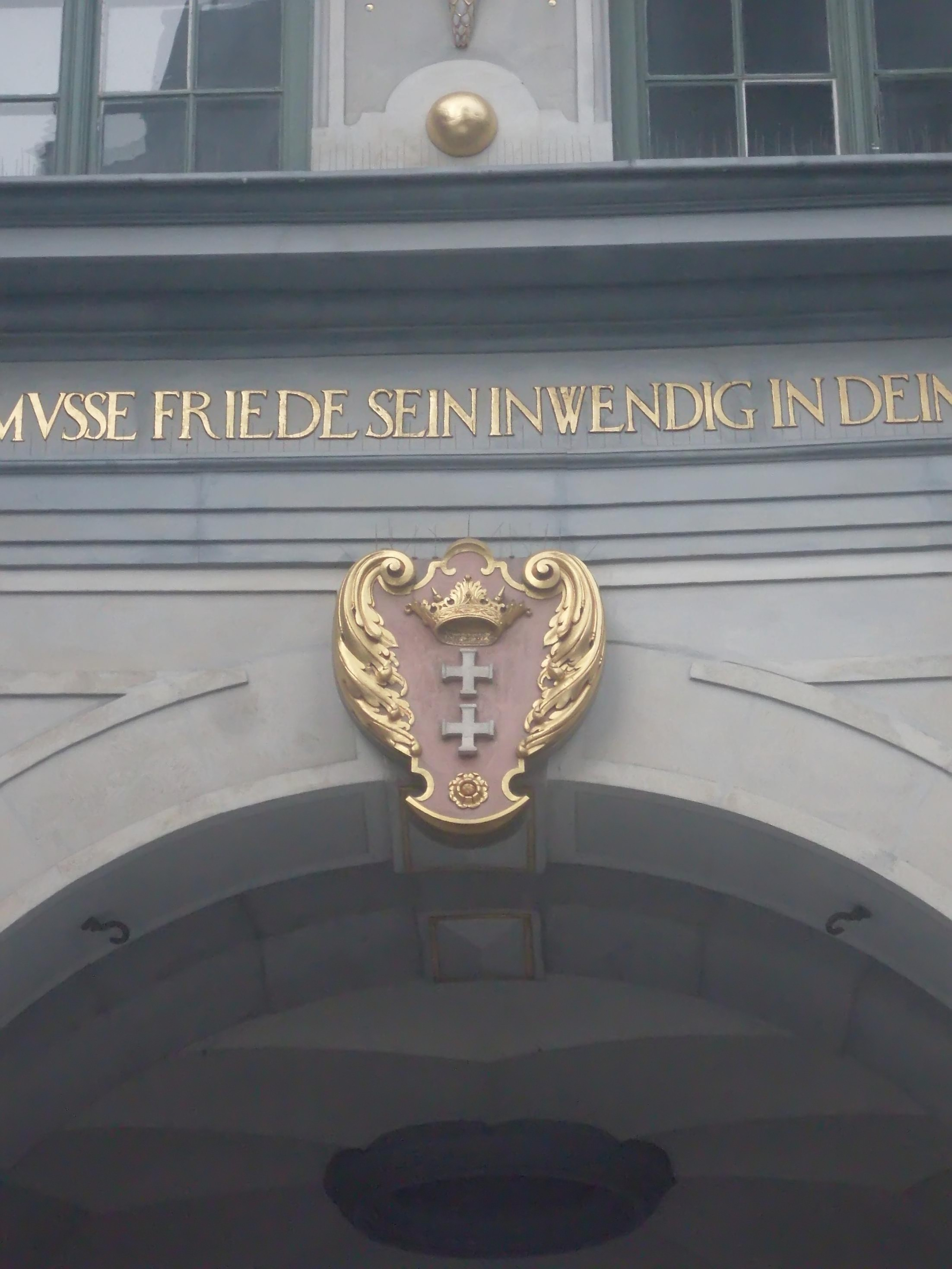
Brama Złota
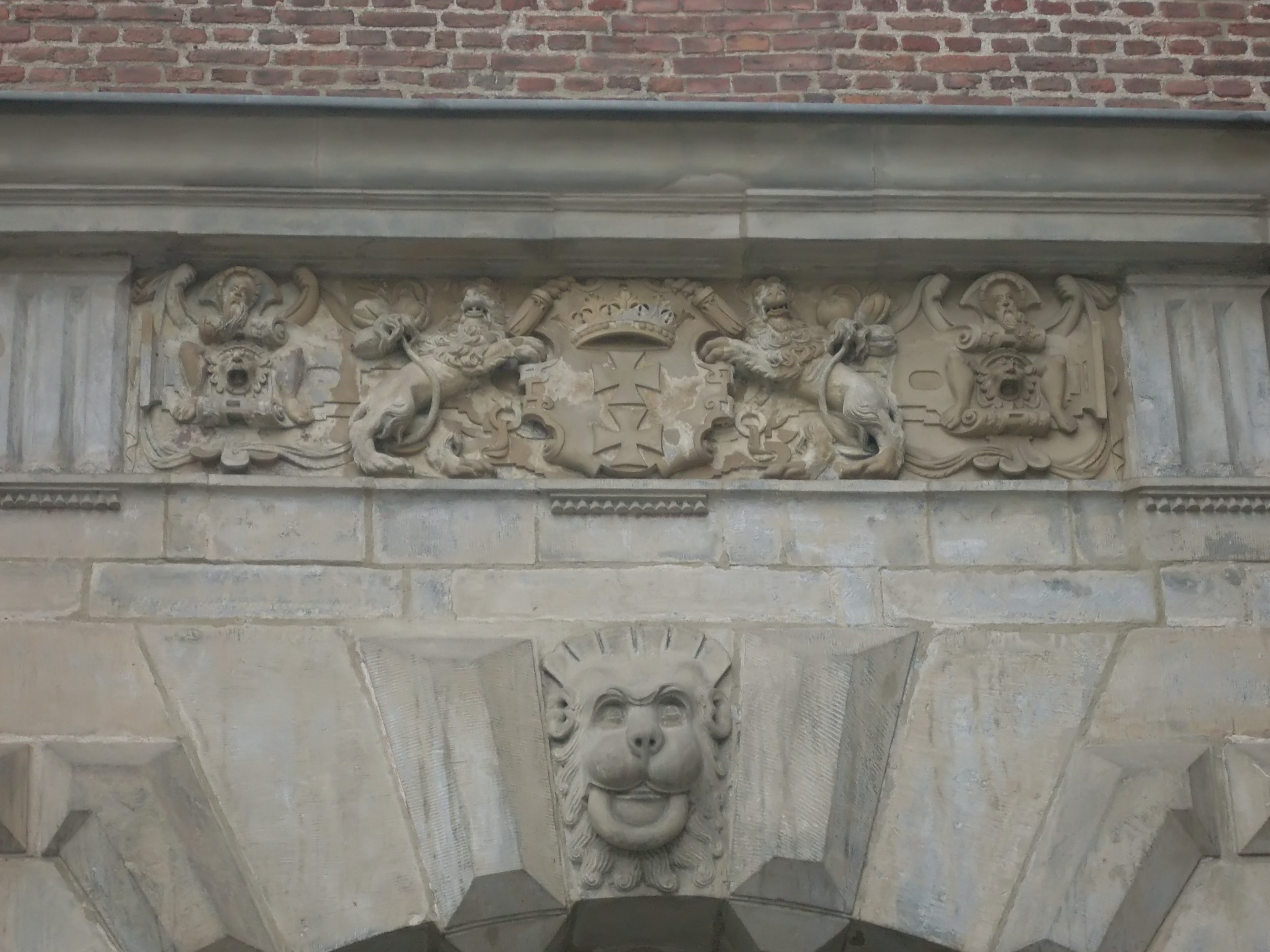
Brama Zielona
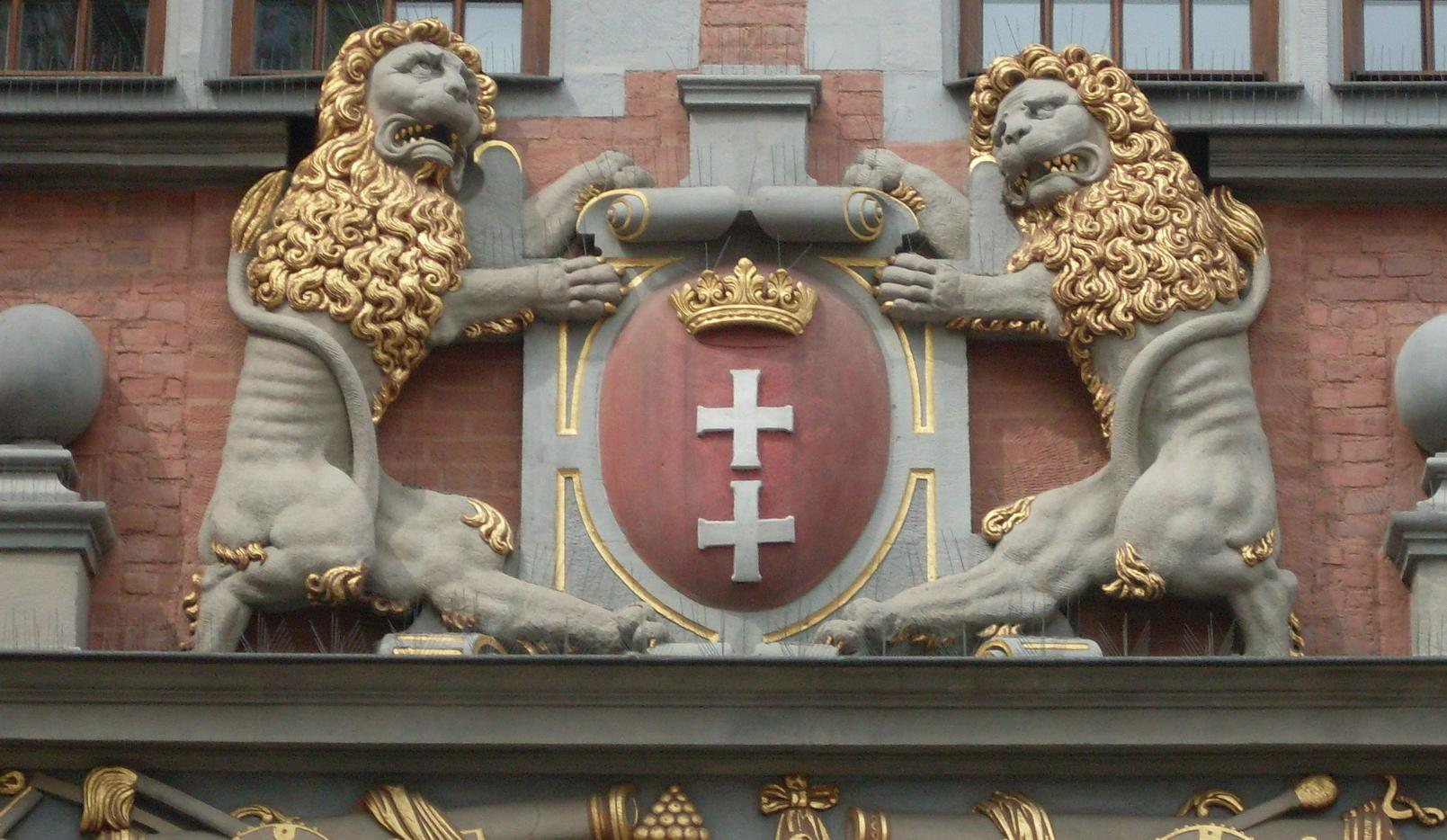
Wielka Zbrojownia
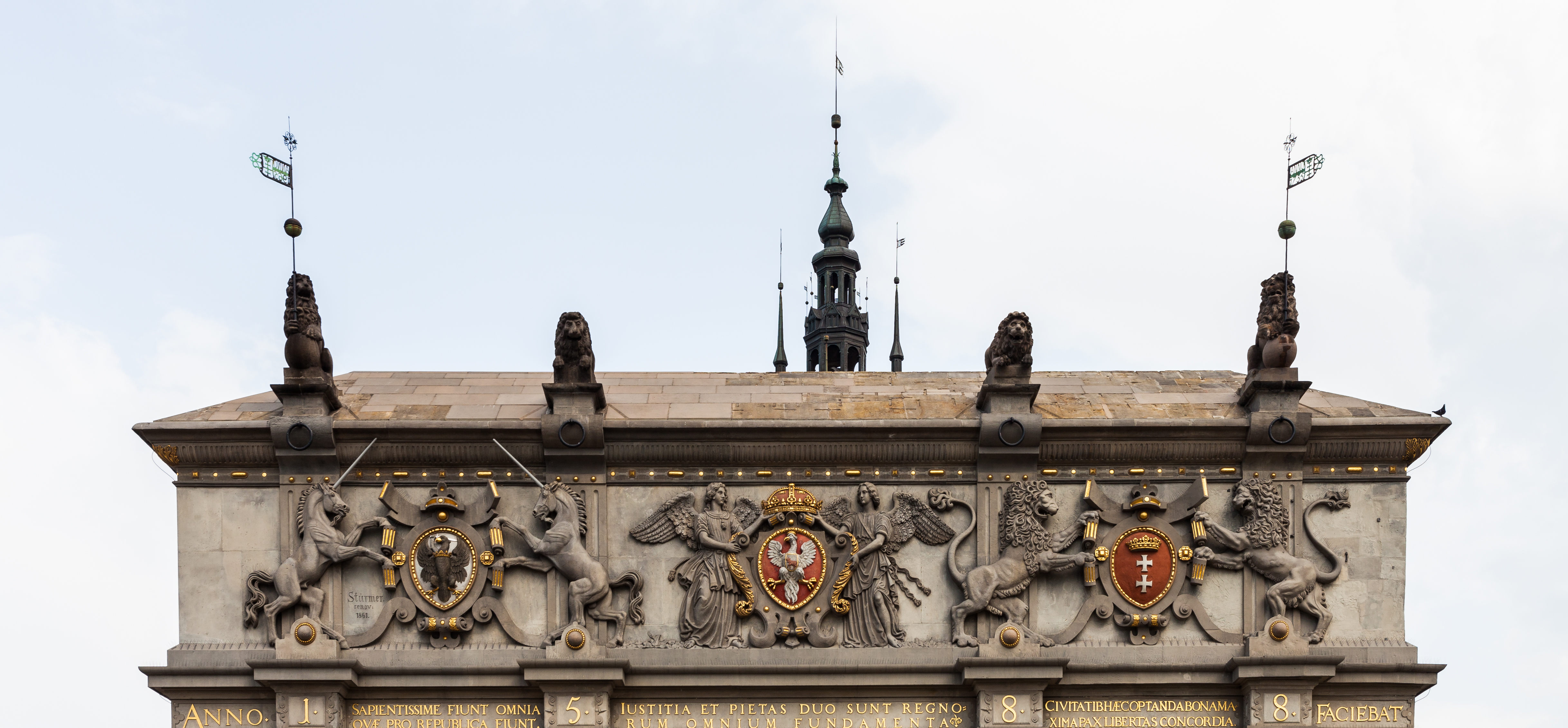
Brama Wyżynna (po prawej)
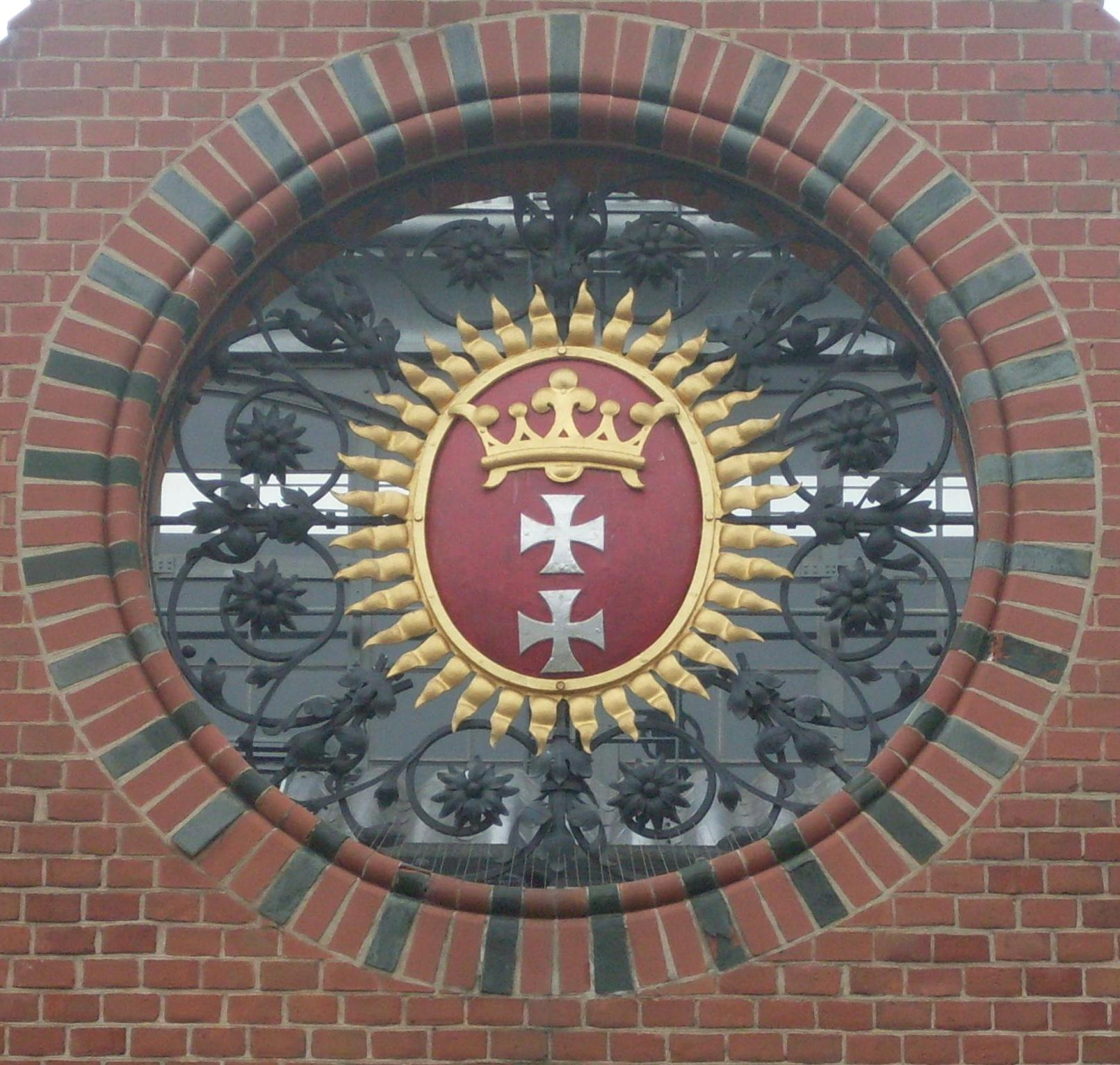
Hala Targowa
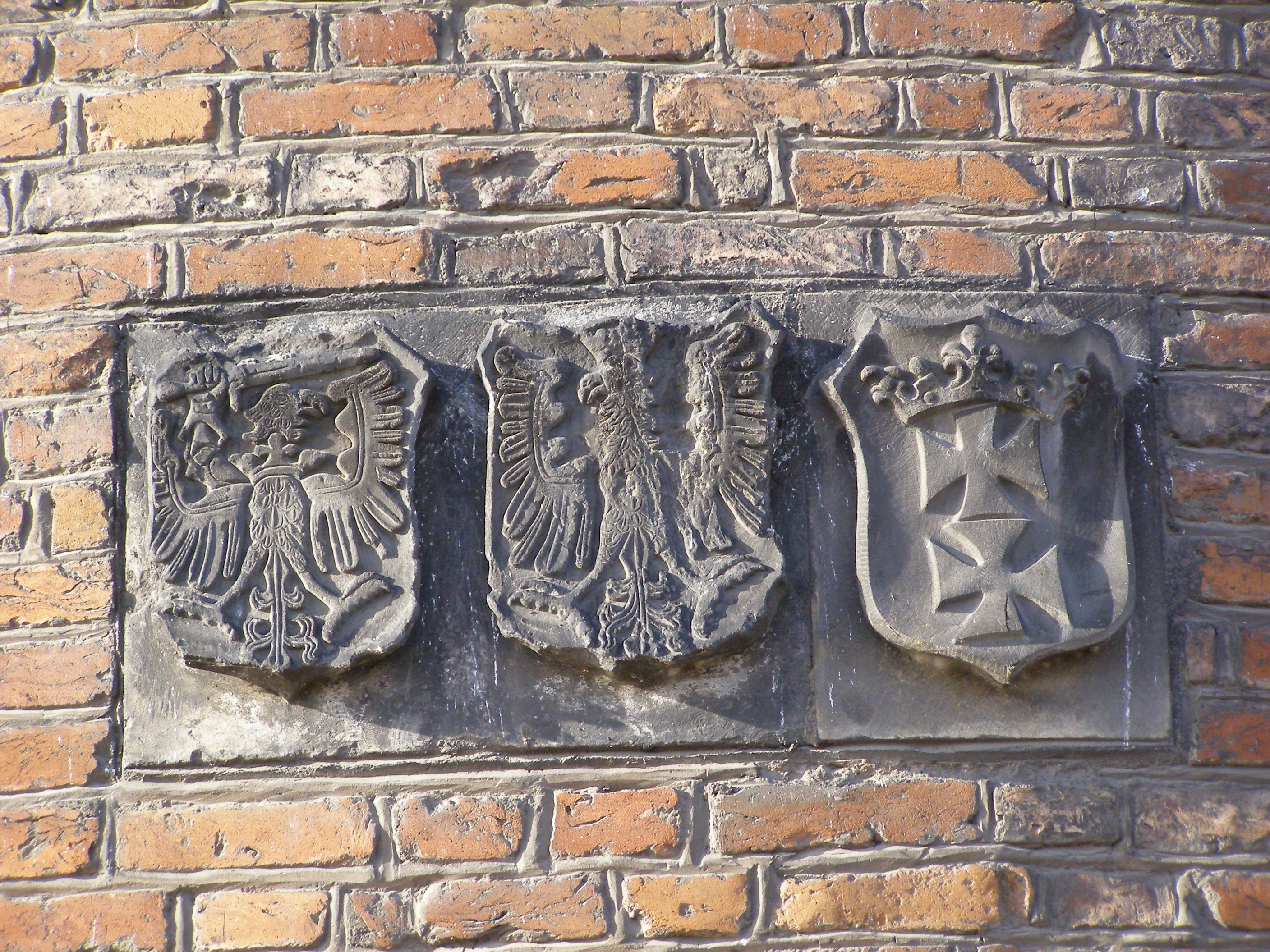
Brama Stągiewna (po prawej)
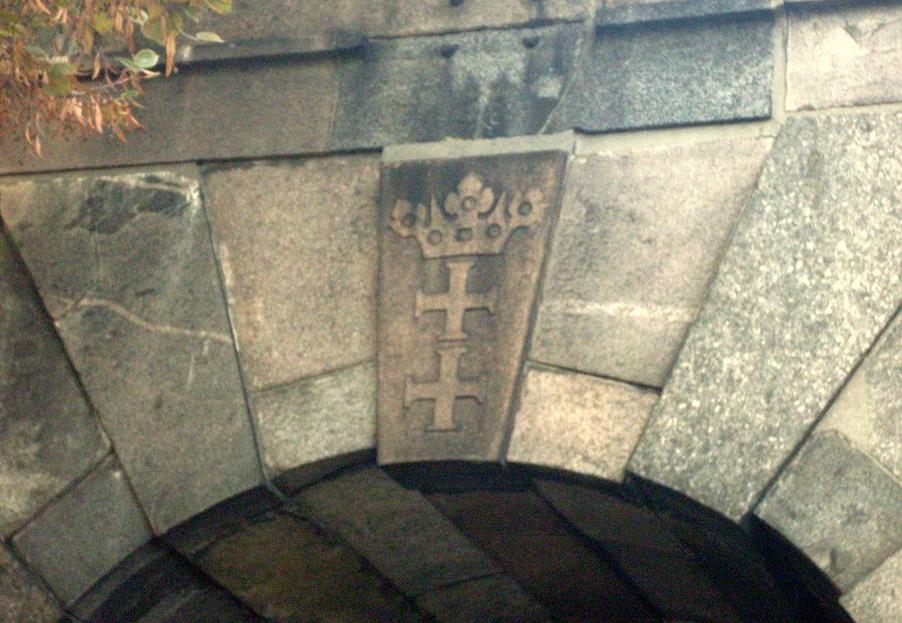
Brama Nizinna
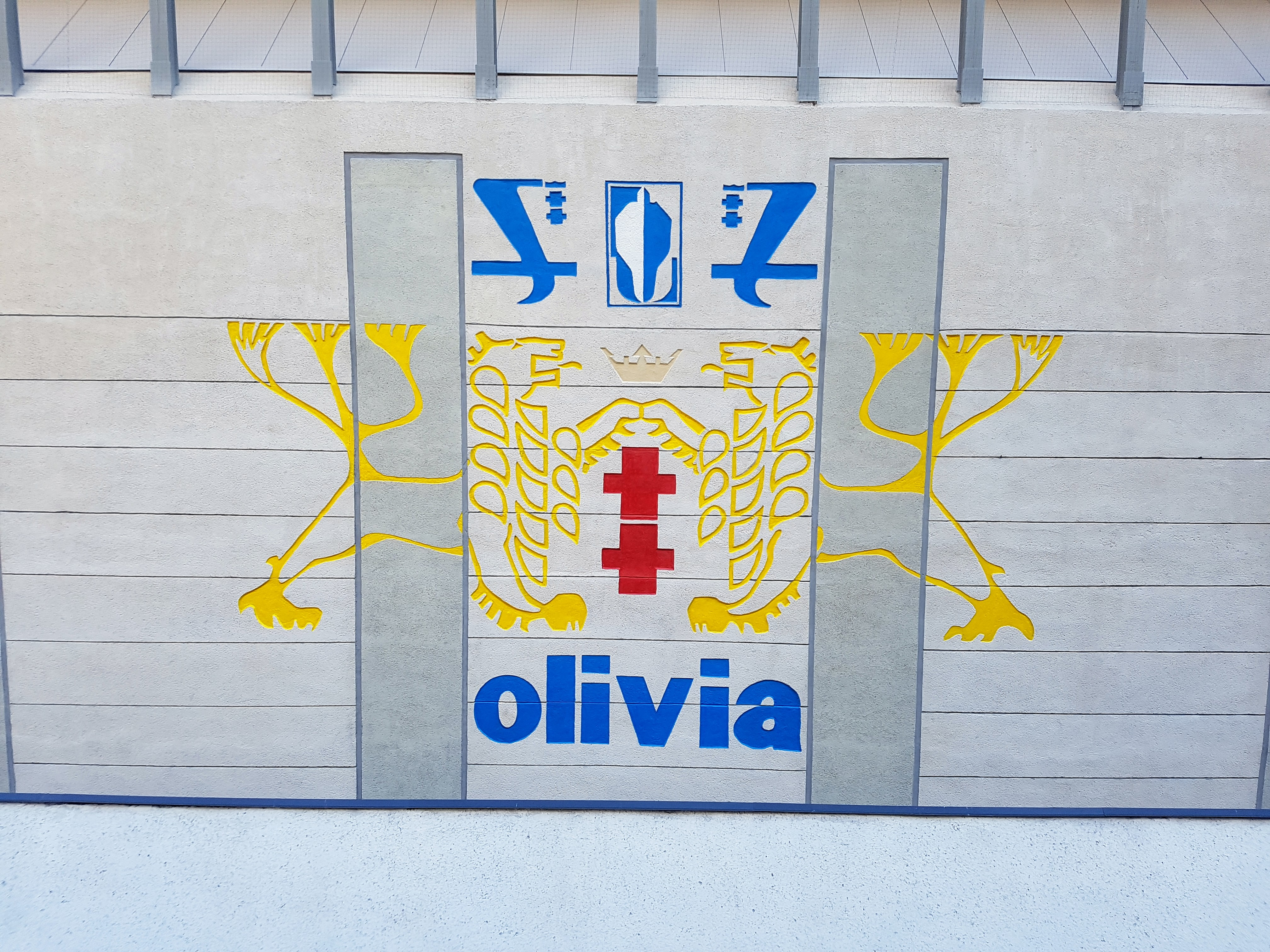
Hala Olivia
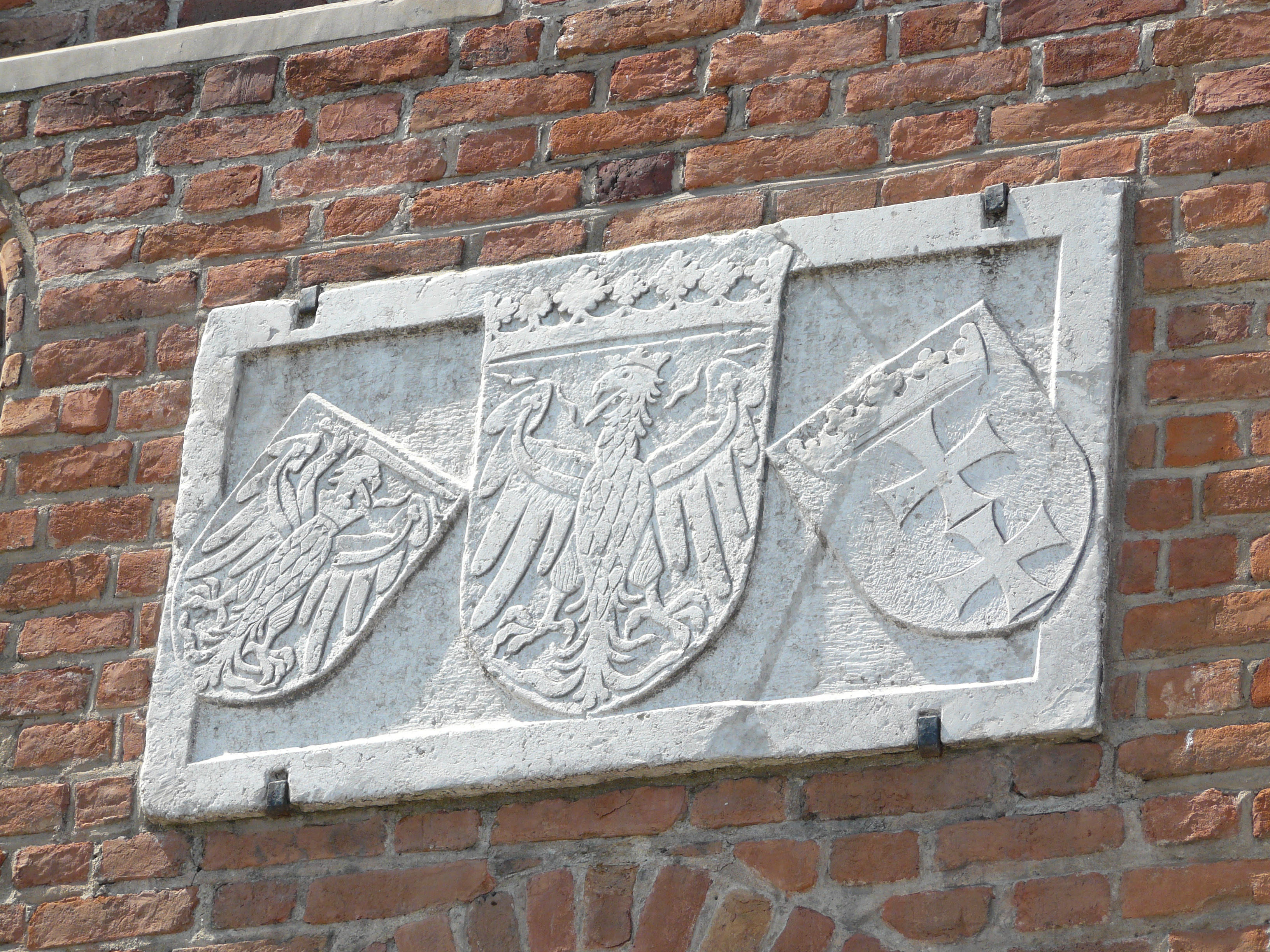
Detal Bramy Mariackiej. Herby Gdańska i Prus Królewskich przedstawione w formie uniżonej względem herbu Polski

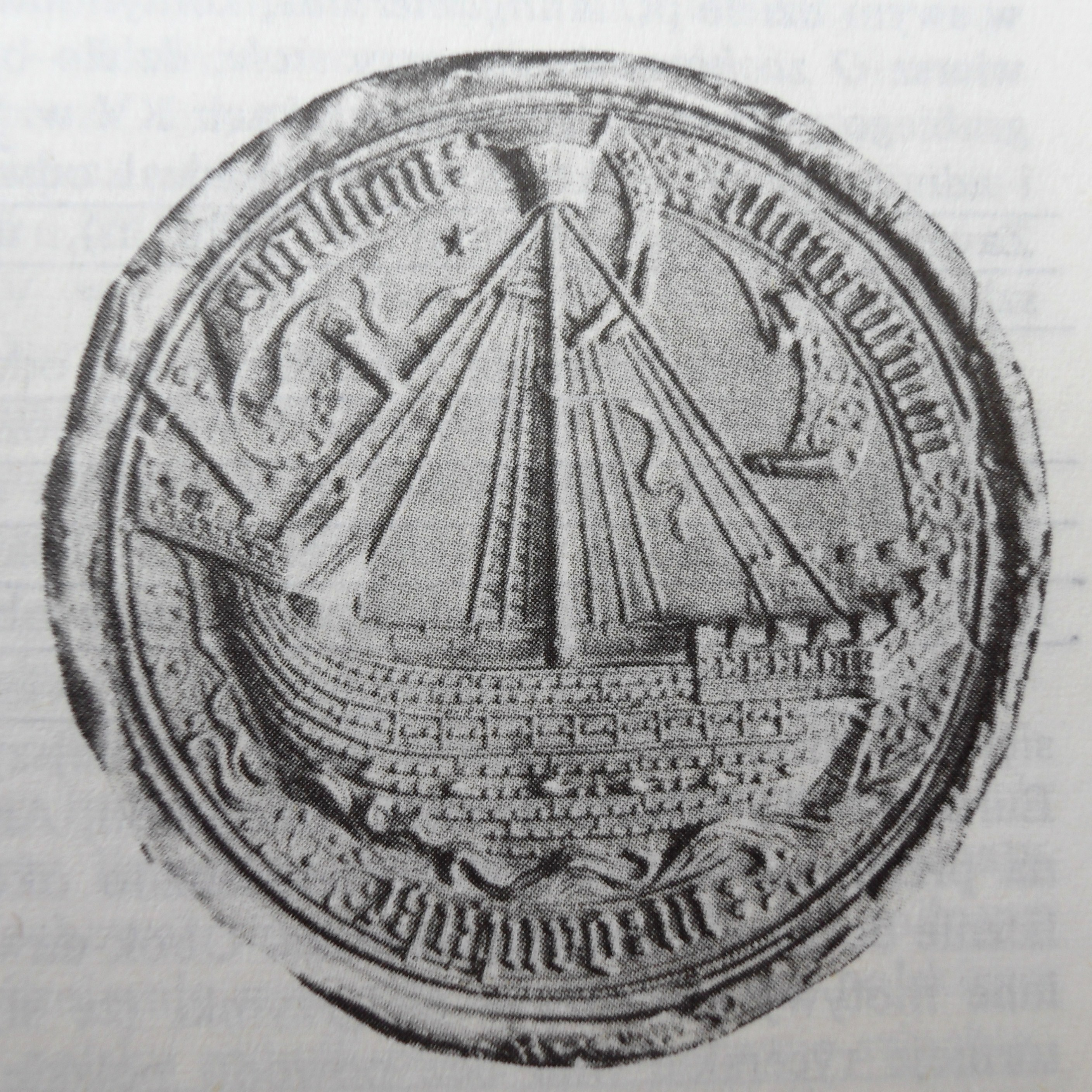
Pieczęć Gdańska z XV wieku

## Przypisy

Chorągiew Gdańska spod Grunwaldu